# يان ستيفن
يان ستيفن (بالإنجليزية: Ian Stephen) هو مجدف جنوب أفريقي، ولد في 19 نوفمبر 1916، وتوفي في 13 سبتمبر 2000 في هويك في جنوب أفريقيا.

## وصلات خارجية
- يان ستيفن على موقع الاتحاد الدولي للتجديف (الإنجليزية)
- يان ستيفن على موقع أوليمبيديا (الإنجليزية)